# 秦市乡
秦市乡，是中华人民共和国湖北省荆州市江陵县下辖的一个乡镇级行政单位。

## 行政区划
秦市乡下辖以下地区：
秦市社区、秦家场村、张公当村、陆阳台村、永丰村、东陈岭村、阳湖村、廖堤村、曾家湾村、藤梓树村、河渊村、谭彩豆村、砖井村、台湖村、刘家豆村、聂堤村、吴堤村、千合村、拖船埠村、刘港村和连心村。